# Palazzo Socci
Palazzo Socci è un edificio civile del centro di Firenze, situato in via San Gallo 30.

## Storia e descrizione
Si tratta di un palazzetto costruito in epoca lorenese (XIX secolo), sul sito di alcune case preesistenti, ed appartenne ai Socci, come testimonia lo stemma sul portale centrale. Nei primi decenni del Novecento ebbe qui una stanza in affitto Gaetano Salvemini. 
Il pian terreno presenta un bugnato in pietra serena fino al livello della prima cornice marcapiano. Al primo piano le aperture sono timpanate, mentre ai piani superiori presentano cornici più semplici, con architravi sporgenti. Il quarto e quinto piano (sottotetto) sono aggiunte più recenti. Esiste inoltre un terrazzo-altana all'ultimo piano con vista a 360 gradi sulla città.
Al piano nobile sono presenti alcune sale affrescate. 
La Sala da musica presenta un'allegoria sul soffitto ed elementi architettonici in trompe l'oeil, di fattura ottocentesca. Il pavimento in legno risale al secolo scorso, mentre le pareti dipinte a sfondo rosso pompeiano, mostrano ancora i sostegni per arazzi e tappezzerie che servivano a attutire il suono. Una seconda sala attigua ha il soffitto decorato con finti merletti e angeli; anche qui i pavimenti lignei sono antichi.
Sul lato interno, una sala a fianco di una grande terrazza presenta affreschi dei primi del Novecento, con scene naturalistiche, paesaggi e specie botaniche esotiche; questo tipo di rappresentazione aveva la funzione di fare da tramite tra l'ambiente chiuso della stanza e il vicino spazio aperto del giardino, oltre che di sfondare illusionisticamente le pareti.
Nel giardino del palazzo si trova una targa che ricorda il sito del Giardino di San Marco.

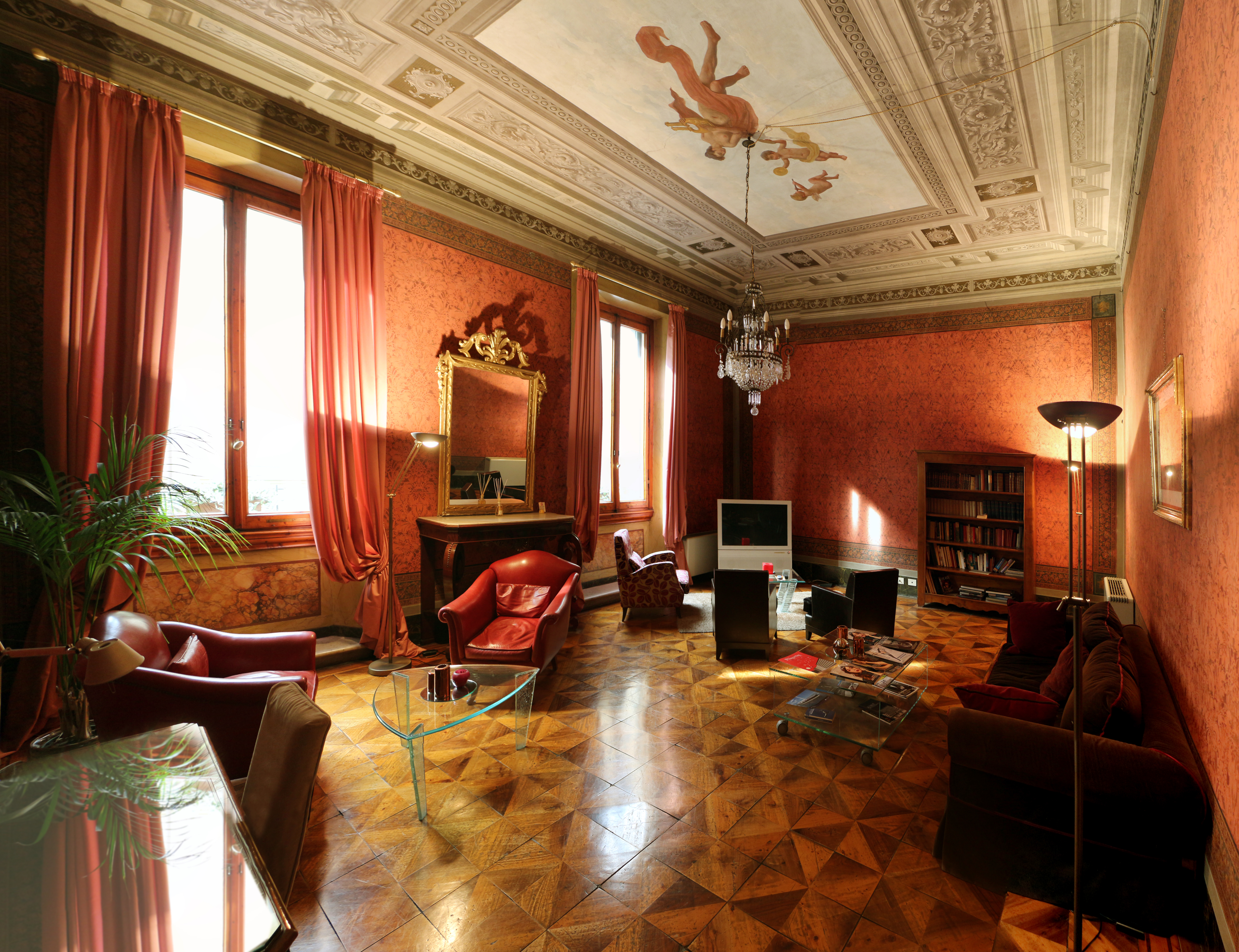
La Sala da musica
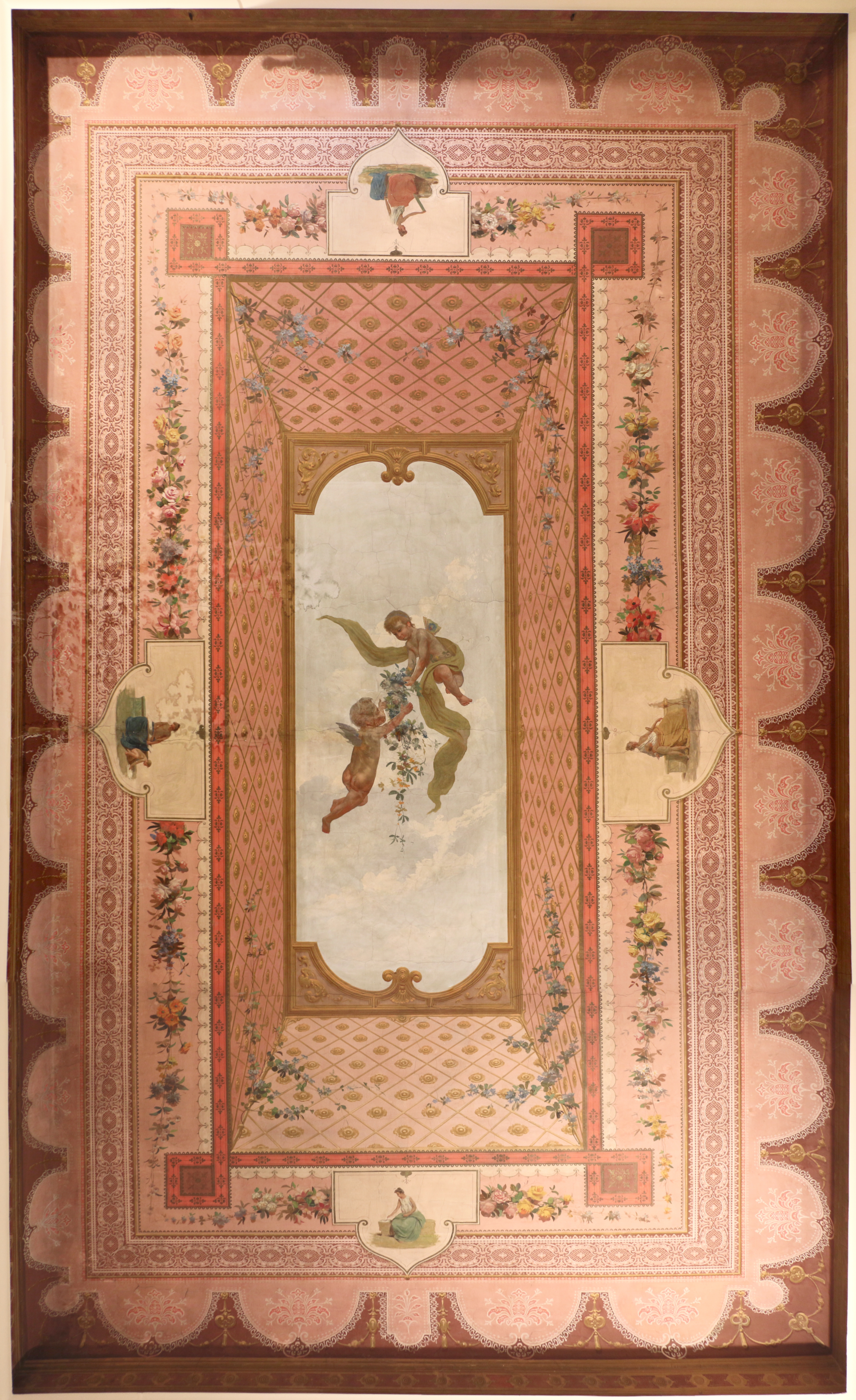
Affreschi sui soffitti
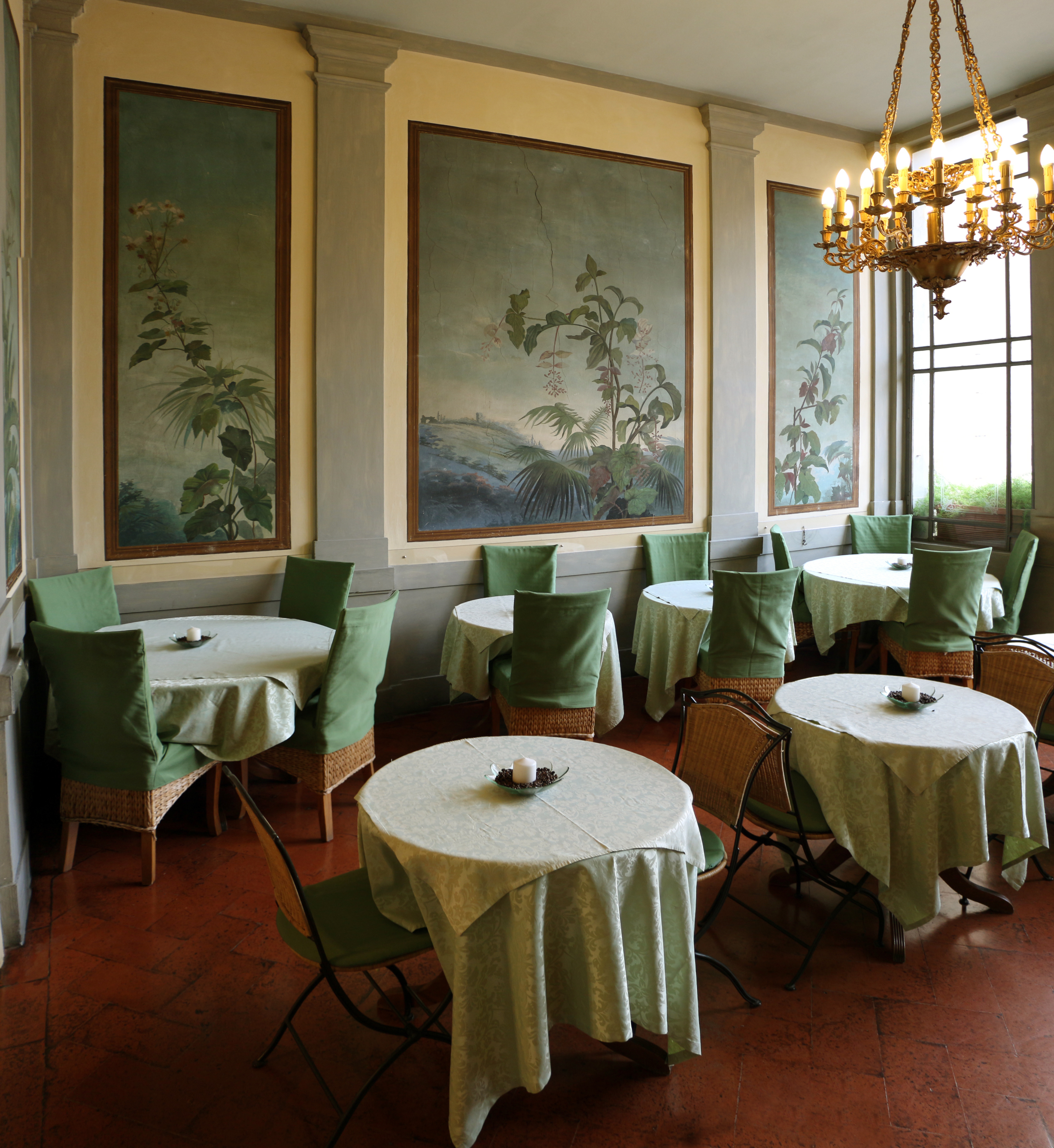
La veranda